# Una campaña civil
Una campaña civil (con el título completo Una campaña civil : una comedia de biología y costumbres), es el título de una novela de ciencia ficción escrita por la norteamericana Lois McMaster Bujold, y ambientada en el universo de la serie de Miles Vorkosigan; un aristócrata minusválido del planeta Barrayar.
A diferencia de las novelas anteriores de la saga, en esta ocasión Bujold relega el lado aventurero de Miles y se ocupa de su faceta amorosa, en clave de comedia y con una narración conducida desde el punto de vista de varios personajes.
La novela estuvo nominada para los premios Hugo, Nébula y Locus del año 2000.

## Argumento
Eliminada su segunda personalidad como Almirante Naismith, y trabajando como auditor imperial, Miles Vorkosigan intenta cortejar a Ekaterin Vorsoisson, mientras su hermano Mark se mete en extraños negocios y el emperador Gregor y su prometida Laisa preparan su boda.

## Cronología
Las fechas de publicación de los distintos relatos de la saga de Miles Vorkosigan no se corresponden con el orden cronológico interno de la trama. Dentro de la serie, este relato se encuentra:
| Precedido por: | Serie:                    | Seguido por:                 |
| -------------- | ------------------------- | ---------------------------- |
| Komarr         | Serie de Miles Vorkosigan | Regalos de Feria de Invierno |